# Waldhausen im Strudengau
Waldhausen im Strudengau  ist eine Marktgemeinde im Bezirk Perg im Unteren Mühlviertel in Oberösterreich mit 2879 Einwohnern (Stand 1. Jänner 2025).
Das zuständige Bezirksgericht der seit 2003 zum Gerichtsbezirk Perg (zuvor zum ehemaligen Gerichtsbezirk Grein) zählenden Gemeinde befindet sich in Perg.

## Geografie

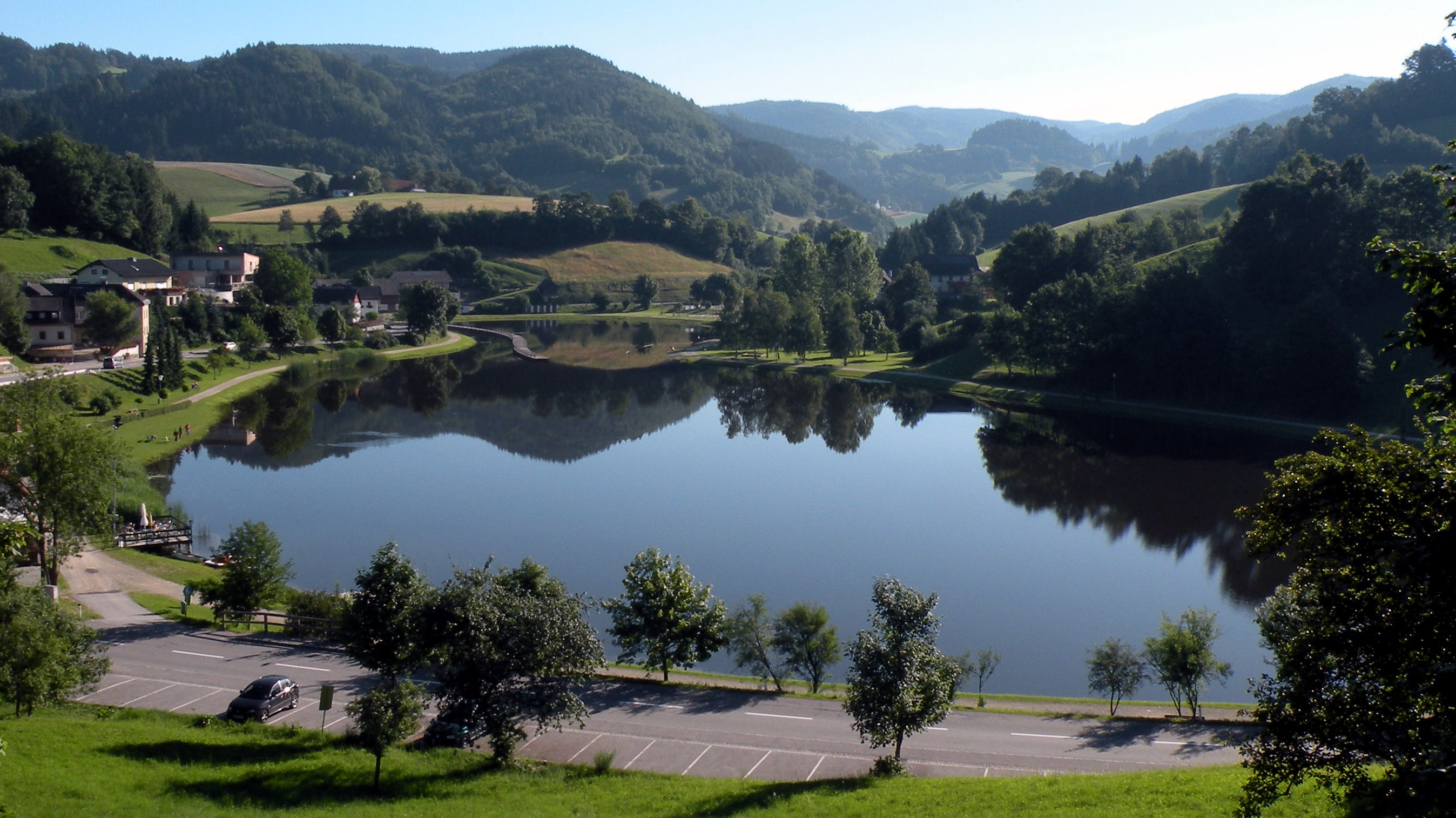
Badesee Waldhausen

Waldhausen im Strudengau, die östlichste Gemeinde Oberösterreichs, an der Grenze zum niederösterreichischen Waldviertel, liegt auf 470 m Höhe im Mühlviertel. Die Ausdehnung beträgt von Nord nach Süd 11,9 km, von West nach Ost 8,3 km.  Die Gesamtfläche beträgt rund 47 Quadratkilometer. Fast sechzig Prozent der Fläche sind bewaldet, rund ein Drittel wird landwirtschaftlich genutzt. 1973 wurde der Sarmingbach oberhalb des Stiftes Waldhausen aufgestaut und der etwa 3,5 bis 4,5 Hektar große Badesee Waldhausen geschaffen.

### Gemeindegliederung
Das Gemeindegebiet umfasste bis 2020 folgende acht Ortschaften: Dendlreith, Dörfl, Ettenberg, Gloxwald, Handberg, Sattlgai, Schloßberg, Waldhausen im Strudengau.
2020 wurden die Ortschaftsbezeichnungen aus dem Adress-, Gebäude-, und Wohnungsregister (AGWR) der Statistik Austria mittels Gemeinderatsbeschluss entfernt, da es vermehrt zu Komplikationen im Wählerverzeichnis, bei Navigationssystemen und bei Versicherungsdaten kam. Die ehemaligen Ortschaften bestehen als Ortsteile jedoch weiterhin.
Die Gemeinde besteht aus der Katastralgemeinde Waldhausen.

### Nachbargemeinden
| Dimbach     |                                             | Dorfstetten (NÖ, Bez. Melk)  |
| Bad Kreuzen | Kompassrose, die auf Nachbargemeinden zeigt | Sankt Oswald (NÖ, Bez. Melk) |
|             | Sankt Nikola an der Donau                   | Nöchling (NÖ, Bez. Melk)     |

## Geschichte
Ursprünglich im Ostteil des Herzogtums Bayern liegend, gehörte der Ort seit dem 12. Jahrhundert zum Herzogtum Österreich. Seit 1490 wird er dem Fürstentum Österreich ob der Enns zugerechnet.
Während der Napoleonischen Kriege war der Ort mehrfach besetzt.
Seit 1918 gehört der Ort zum Bundesland Oberösterreich. Nach dem Anschluss Österreichs an das Deutsche Reich am 13. März 1938 gehörte der Ort zum Gau Oberdonau. Nach 1945 erfolgte die Wiederherstellung Oberösterreichs.

## Kultur und Sehenswürdigkeiten

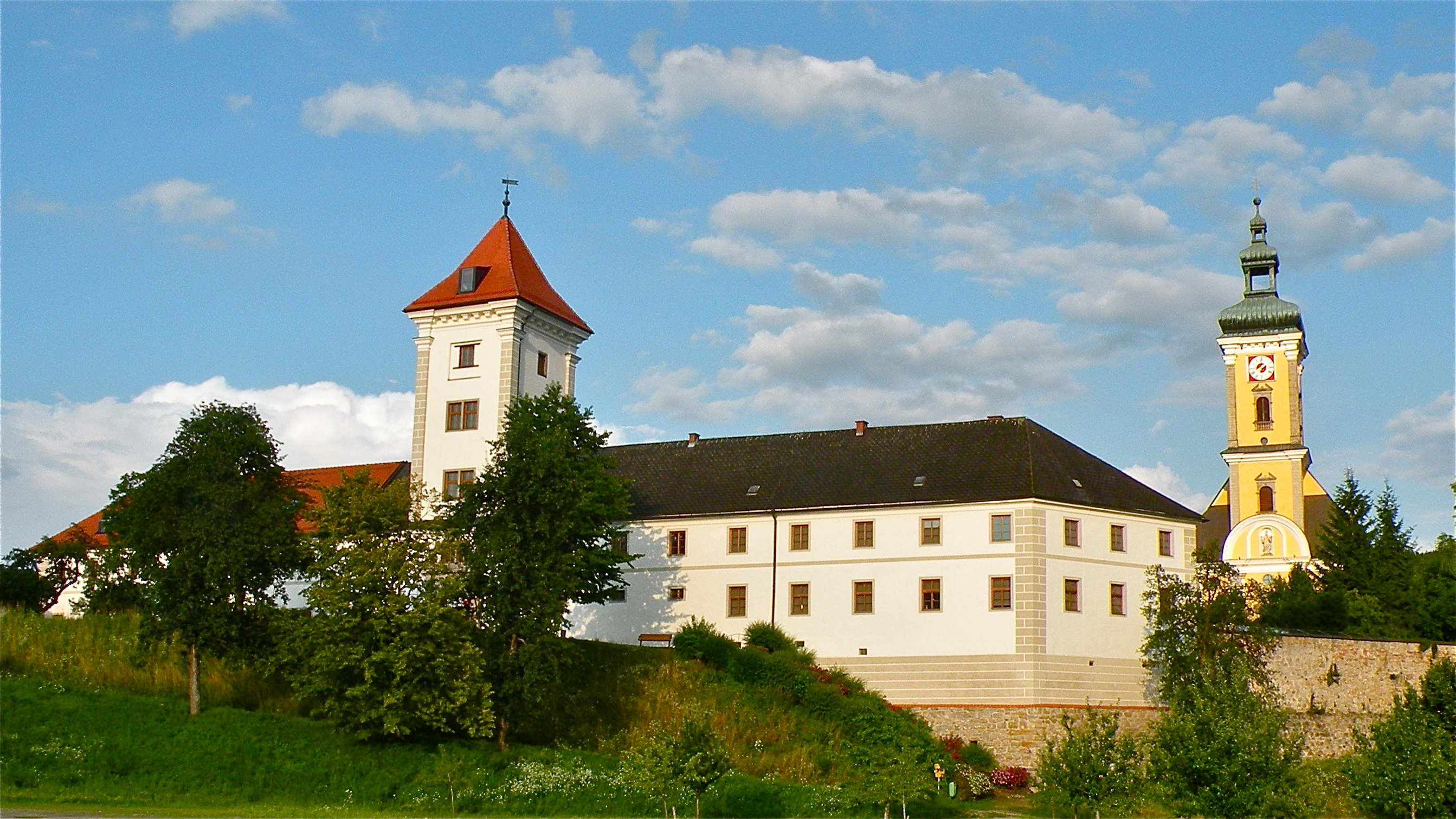
Stift und Stiftskirche Waldhausen im Strudengau

- ehemaliges Stift Waldhausen: 1147 errichtet, 1792 durch Leopold II. aufgehoben.
- Stiftskirche Waldhausen: 1647–1680 in frühbarockem Stil unter Baumeister Carlo Canevale erbaut, beeindruckender, mit Stuck und Fresken ausgestatteter, heller, durch Seitenfenster lichtdurchfluteter Kirchenraum; aus 1669 besteht ein 19 m hoher Hochaltar in Schwarz und Gold von dem Tischlermeister Paul Deniffl aus Passau. Die Kirche beherbergt die so genannten Waldhausener Mumien, die nicht öffentlich zugänglich sind.

- Burgruine Säbnich
- Oberösterreichische Landesausstellung: Die Landesausstellung 2002 fand unter dem Motto „feste feiern“ vom 1. Mai bis 3. November 2002 im Stift Waldhausen statt.
- Pfarrkirche Waldhausen im Strudengau

### Regelmäßige Veranstaltungen
- Orgelkonzert Musik zur Weihnacht findet jährlich am 8. Dezember in der Stiftskirche Waldhausen statt.
- Waldhausener Advent: der Waldhausener Advent ist ein Adventmarkt, der jährlich zum 8. Dezember stattfindet (zuletzt vom 6.–8. Dez. 2019).[2]
- Seefestspiele Silva Waldhausen, selbsternannte kleinste Seefestspiele Österreichs (seit 2005).
- die Strudengauer Messe findet jährlich am Wochenende nach dem 15. August statt.[3]
- das „Lake on Fire“ Festival.[4]

## Wirtschaft und Infrastruktur

### Wirtschaftssektoren
Von den 138 land- und forstwirtschaftlichen Betrieben des Jahres 2010 wurden rund die Hälfte im Haupt- und im Nebenerwerb geführt. Der größte Arbeitgeber im Produktionssektor ist die Bauwirtschaft mit über achtzig Beschäftigten. Im Dienstleistungssektor führen die öffentlichen und sozialen Dienste mit über 100 Erwerbstätigen vor dem Handel.
| Wirtschaftssektor            | Anzahl Betriebe | Anzahl Betriebe | Erwerbstätige | Erwerbstätige |
| Wirtschaftssektor            | 2011            | 2001            | 2011          | 2001          |
| ---------------------------- | --------------- | --------------- | ------------- | ------------- |
| Land- und Forstwirtschaft 1) | 138             | 165             | 174           | 113           |
| Produktion                   | 20              | 18              | 116           | 140           |
| Dienstleistung               | 78              | 62              | 294           | 310           |

1) Betriebe mit Fläche in den Jahren 2010 und 1999

### Arbeitsmarkt, Pendeln
In Waldhausen wohnen rund 1500 Erwerbstätige. Davon arbeitet ein Drittel in der Gemeinde, zwei Drittel pendeln aus. Etwas über hundert Menschen kommen aus der Umgebung zur Arbeit nach Waldhausen.

### Verkehr
- Öffentlicher Verkehr: Von Waldhausen gibt es Busverbindungen zu den Bahnhöfen Grein-Bad Kreuzen und Amstetten.[8]
- Straße: An der Westgrenze der Gemeinde verläuft die Greiner Straße B119.

## Politik

### Gemeinderat
Der Gemeinderat hat 25 Mitglieder.
- Mit den Gemeinderats- und Bürgermeisterwahlen in Oberösterreich 1997 hatte der Gemeinderat folgende Verteilung: 14 ÖVP und 11 SPÖ.[9]
- Mit den Gemeinderats- und Bürgermeisterwahlen in Oberösterreich 2003 hatte der Gemeinderat folgende Verteilung: 10 ÖVP, 10 SPÖ und 5 Sonstige.[10]
- Mit den Gemeinderats- und Bürgermeisterwahlen in Oberösterreich 2009 hatte der Gemeinderat folgende Verteilung: 12 ÖVP, 9 SPÖ, 1 FPÖ und 3 Sonstige.[11]
- Mit den Gemeinderats- und Bürgermeisterwahlen in Oberösterreich 2015 hatte der Gemeinderat folgende Verteilung: 15 ÖVP, 7 SPÖ und 3 FPÖ.[12]
- Mit den Gemeinderats- und Bürgermeisterwahlen in Oberösterreich 2021 hat der Gemeinderat folgende Verteilung: 15 ÖVP, 7 SPÖ und 3 FPÖ.[13]

### Bürgermeister
- 2003–2009 Franz Schaumüller (SPÖ)[14]
- seit 2009 Franz Gassner (ÖVP)[15]

### Wappen
Offizielle Beschreibung des Gemeindewappens: In Schwarz auf grünem Dreiberg ein silbernes, kapellenartiges Haus mit zwei schwarz geöffneten Fenstern auf der Längsseite, und einer ebensolchen Rundbogenpforte und einem kleinen Fenster auf der Vorderseite, rot bedacht und auf den beiden Giebeln mit je einem goldenen Kreuz besteckt; rechts und links flankiert von je einem grünen Nadelbaum. Die Gemeindefarben sind  Grün-Gelb-Rot.

## Persönlichkeiten

### Söhne und Töchter der Gemeinde
- Konrad von Waldhausen (um 1320/1325–1369), Prediger des Spätmittelalters, Vorläufer der Hussiten
- Placidus Amon, eigentlich Franz Amon (1700–1759), Benediktiner und Philologe
- Leopold Hochgatterer (1899–1971), Steinarbeiter, Politiker und Abgeordneter zum Oberösterreichischen Landtag
- Pius Frank (* 1960), Künstler
- Nikolaus Prinz (* 1962), Landwirt, Politiker und Abgeordneter zum Nationalrat
- Josef Hader (* 1962), Kabarettist, Schauspieler und Autor
- Robert Holzer (* 1963), Sänger (Bass)
- Gerda Ridler (* 1963), Kunsthistorikerin und Kulturmanagerin
- Susanna Ridler (* 1968), Komponistin und Sängerin